# Mesospinidium bowmanii
Mesospinidium bowmanii är en orkidéart som beskrevs av Heinrich Gustav Reichenbach. Mesospinidium bowmanii ingår i släktet Mesospinidium och familjen orkidéer.
Artens utbredningsområde är Colombia. Inga underarter finns listade i Catalogue of Life.